# Lake Ōhau
Der Lake Ōhau ist ein Gletschersee im Mackenzie-Becken des Waitaki District auf der Südinsel von Neuseeland.

## Geographie
Der 59,27 km² große See befindet sich rund 13 km westlich von Twizel zwischen den östlichen Ausläufern der Barrier Range und östlich der Gebirgskette der Ben Ohau Range. Der auf einer Höhe von 520 m liegende See erstreckt sich über eine Länge von rund 17,5 km und weist an seiner breitesten Stelle eine Breite von rund 5,1 km auf. Sein Wassereinzugsgebiet umfasst eine Fläche von rund 1191 km².
Der See wird neben zahlreichen Streams hauptsächlich vom Hopkins River gespeist, der von Norden kommend auch die Wässer seines Nebenflusses Dobson River mit einträgt. Beide haben ihr Quellgebiet in einem Teil der Neuseeländischen Alpen. Entwässert wird der Lake Ōhau über den Ōhau River, der am südöstlichen Ende des Sees den See entwässert.
Der Lake Ōhau ist der kleinste von drei annähernd parallel in Nord-Süd-Richtung verlaufenden großen Seen des Mackenzie-Beckens. Die anderen beiden Seen sind der rund 20 km ostnordöstlich liegende Lake Pukaki und der weitere 23 km in gleicher Richtung liegende Lake Tekapo.

## Nutzung
Das Wasser des Lake Ōhau wird über die nachfolgenden Seen Lake Ruataniwha und Lake Benmore zur Stromerzeugung genutzt.

## Kraftwerk Ohau A
In den 1970er Jahren wurde das Kraftwerk Ohau A errichtet, das über einen Kanal mit Wasser aus dem Lake Ōhau versorgt wird.

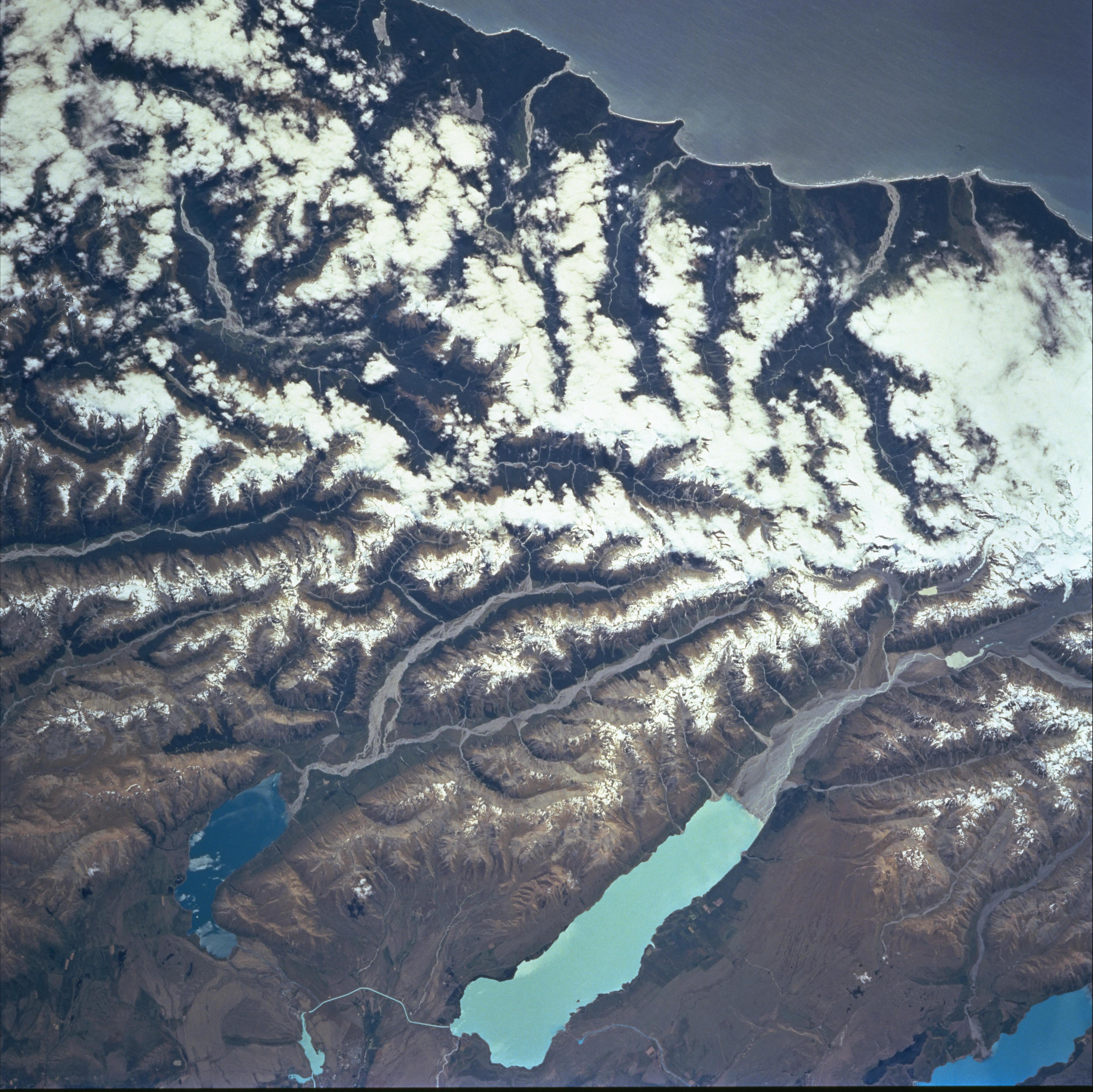
Satellitenfoto der Region, Lake Ōhau ist der dunkelblaue See links unten.
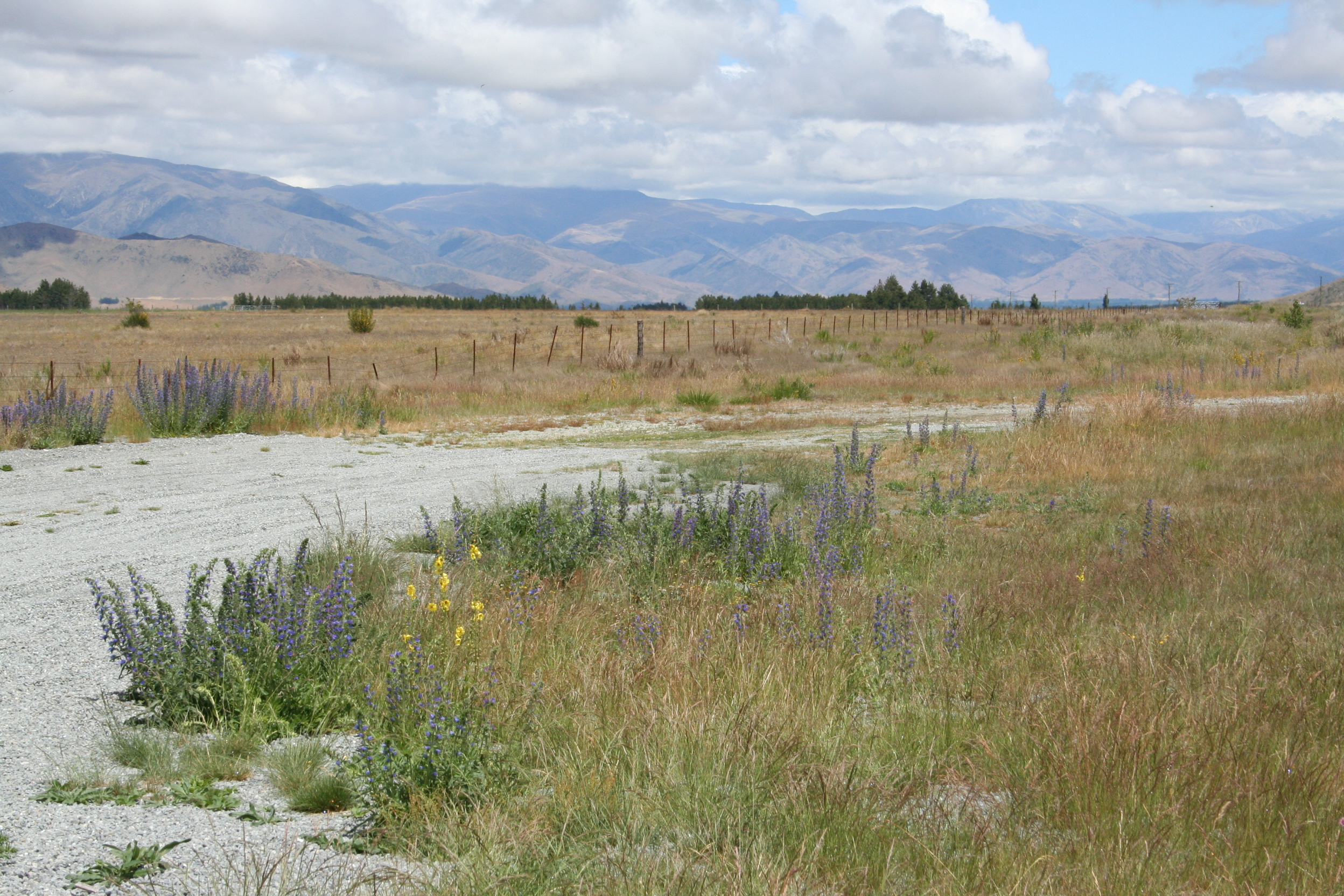
Landschaft am Lake Ōhau